# 日本統治下の台湾における台湾人政治運動

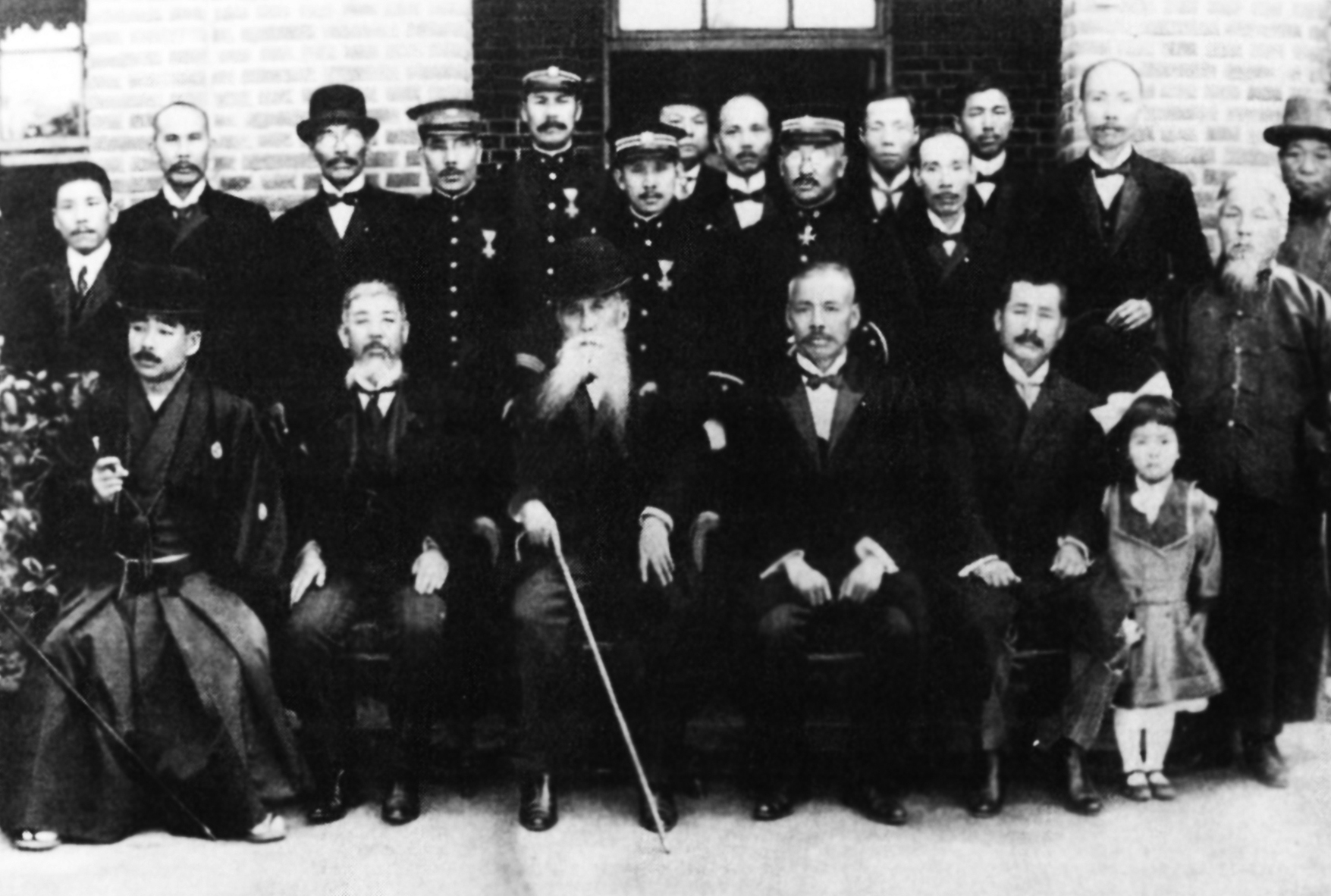
板垣退助、林献堂（後列右から2人目）台湾にて撮影

日本統治下の台湾における台湾人政治運動では、日本統治下の台湾における日本支配への抵抗・反対活動のうち、「西来庵事件」（1915年（大正4年））以降の、武力でなく請願や団体・組合の結成等の政治的手段をもちいた活動について記述する。武力闘争も含んだ運動については台湾抗日運動も参照。

## 「台湾同化会」から「新民会」までの動き

林献堂

板垣退助の呼びかけに応じた林献堂の奔走により、1914年（大正3年）12月20日に発足した「台湾同化会」が、台湾人による合法的な反日本統治活動の最初である。「台湾同化会」は、日本人と台湾人との親睦を通じて日本人と台湾人の同化を図ることを表向きの理由としていたが、真の目的は台湾人の日本人への同化よりも、日本人との平等な待遇を求めるものであった。そのため台湾総督府による猛烈な弾圧を受け、わずか1か月で解散を命じられた。
1918年（大正7年）末には東京に留学していた蔡培火により「啓発会」が林献堂を会長に選任して、「六三法」の撤廃を目的として発足した。いわゆる「六三法撤廃運動」である。この「啓発会」も、成立後間もない翌年には人事を巡る内紛と経費問題から解散した。
その後、新たな団体を作ることを痛感した林呈禄が、林献堂、蔡恵如らとともに1920年（大正9年）1月11日に「新民会」を設立した。「新民会」は、林献堂を会長、蔡恵如を副会長、黄呈聡と蔡式穀を幹事に選任した。台湾の政治改革と島民の啓発を目標とし、台湾人の政治運動における最初の機関発行物である機関紙『台湾青年』を発行した。

## 「台湾議会設置請願運動」

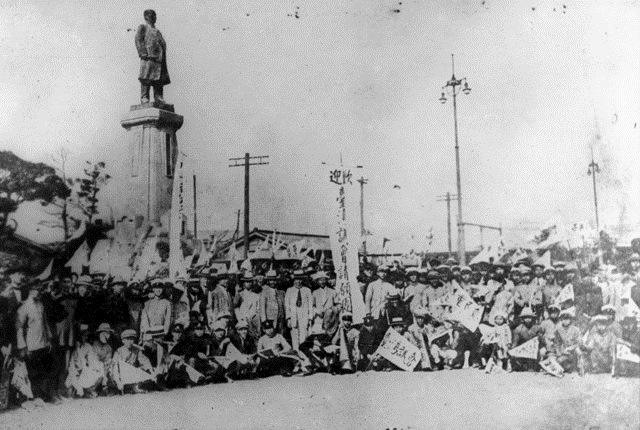
台湾議会請願団（1924年 東京）

前述のように「六三法撤廃運動」は、「啓発会」より「新民会」に引き継がれることになった。しかし、林呈禄はこの運動を台湾人みずからが台湾の独自性を否定するものであり、原敬首相、田健治郎台湾総督のすすめる「内地延長主義」を肯定するものであると批判した。林呈禄は、「六三法撤廃運動」の中止を主張し、代わりに植民地自治の理念に基づき、台湾の独自性を強調する、台湾議会設置運動を提唱した。一方、「新民会」の林献堂会長は、日本政府並びに台湾総督府との正面衝突を警戒し、完全自治を求める主張をするのではなく、「半自治」に求めるという自制的な主張を行った。「半自治」の具体的な内容は、台湾総督の立法権および財政権のうち特別会計の予算編成に対する台湾側の協賛権を求めるというものであった。「新民会」は、この主張をうけ、その運動方針を、帝国議会に対する請願権を行使することにより、「台湾統治法」の制定と、それに基づく「台湾議会」の設置を請願することに決定した。この「台湾議会設置請願運動」は1921年（大正10年）1月30日に最初の請願を行った。同運動の具体的な請願内容は、「台湾に在住せる日本人・台湾人・行政区域内にいる台湾原住民問わず等しく公選した代表者をもって組織され、台湾特殊の事情に基づく法規と台湾における予算の議決権を有する特別代表機関の設置である。この「台湾議会設置請願運動」は、1934年（昭和9年）1月30日に最後の請願をするまでの14年間に15回の請願を行った。

## 「台湾文化協会」の設立と発展
蔣渭水が提唱し、林献堂が先頭に立って青年学生を結集し、「台湾文化協会」が1921年10月17日に設立された。同年11月30日の発足総会において、医師でもある蔣渭水は、自身を主治医、台湾を患者に見立てた「台湾診断書」と称する演説を残している。すなわち「台湾人は今病気にかかっている。その病とは知識の栄養不足症である。文化運動のみがこの病の唯一の治療薬である。文化協会は研究を重ねて治療を施す機関である。」と述べている。同協会の設立趣旨がよく表れている演説である。
蔣による『診断書』の具体的な内容は、以下のとおりである。

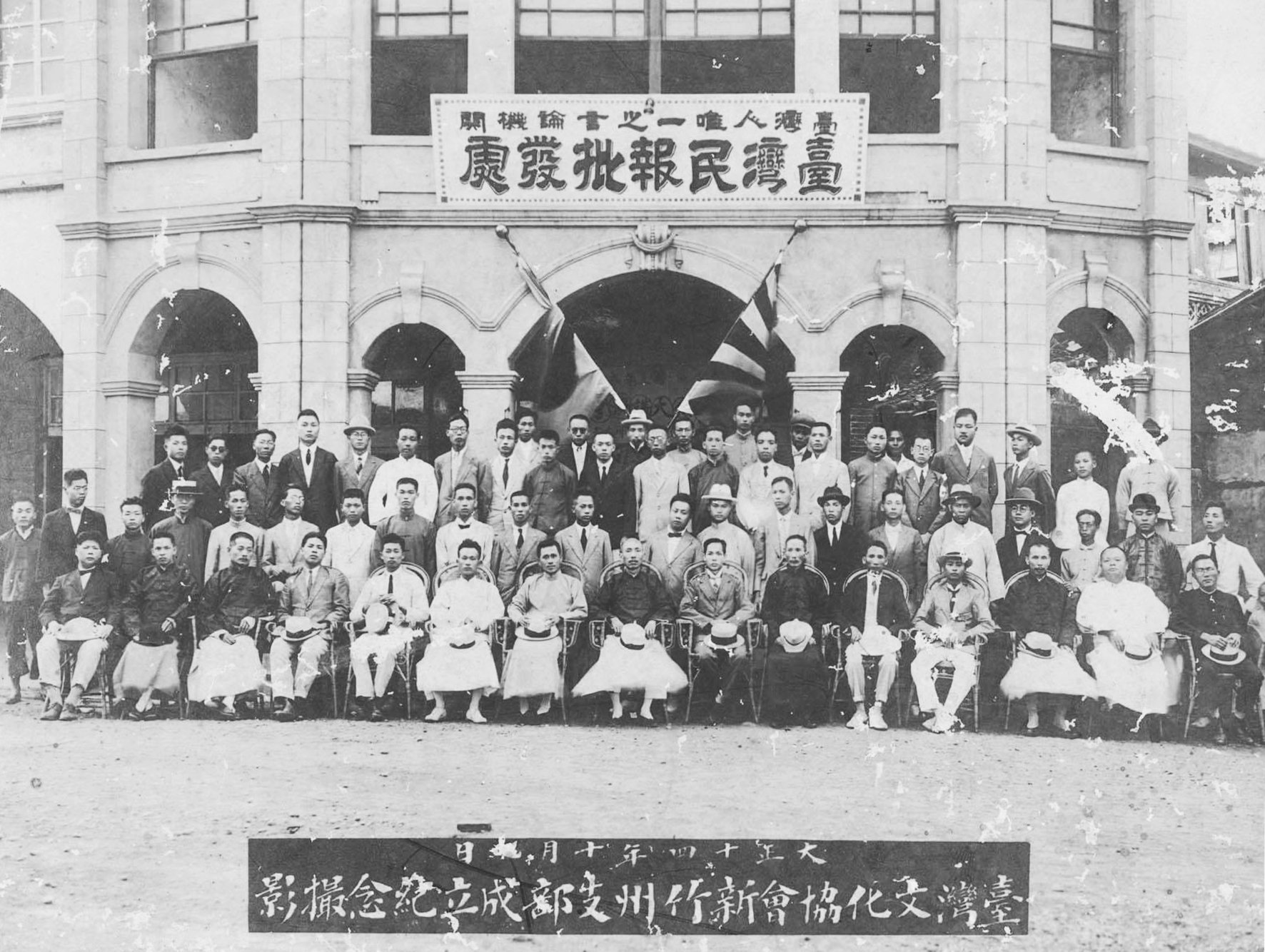
新竹州支部成立記念撮影（1925年）

台湾文化協会の本来の目的は文化的啓蒙で政治運動になかった。しかし、前述の「台湾議会設置請願運動」の主導的な役割も果たした。「台湾文化協会」がもっとも影響力を及ぼした活動が、1923年（大正12年）から1927年（昭和2年）まで行われた文化講演であり、1年間に300回余り開催され、聴衆は11万人に及んだ。このほか1924年（大正13年）から3年間にわたり林献堂の菜園で夏季学校も開かれた。1923年（大正12年）からは台湾にも治安維持法が適用されており、文化講演も厳しい日本人官憲の監視と取締の下で行われた。しかし、この監視と取締がかえって台湾人意識を向上させた。その結果、台湾文化協会には、台湾人の民族運動のあらゆる勢力が結集することになる。
ところが、皮肉にもあらゆる勢力が結集したことが、分裂の芽を生じさせた。また、1921年の中国共産党の成立、1922年（大正11年）の日本共産党の成立に見られるような社会主義・共産主義の高揚や階級闘争の台頭という世界的な影響も台湾文化協会内の路線対立を激しくさせた。そこで、1927年（昭和2年）1月に台湾文化協会は台中市で臨時党大会を開き、左右両派は正式に分裂した。左派の連温卿が協会運営の中心となり、右派で重要幹部だった林献堂、蔡培火、蔣渭水らは、中央委員の職を辞することになった。

## 「台湾文化協会」の分裂と「台湾民衆党」の成立

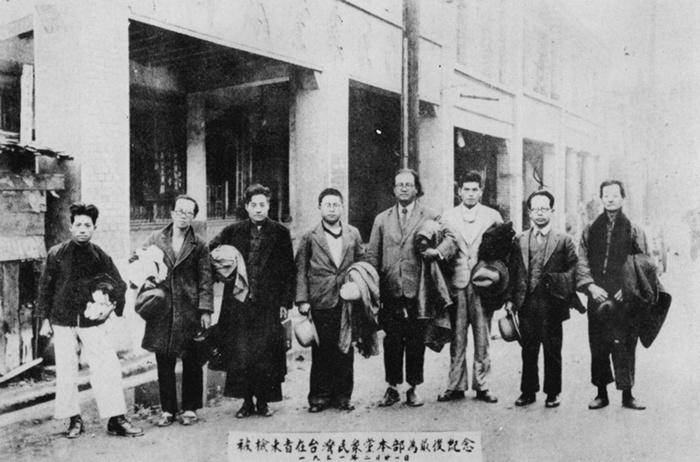
台湾民衆党員

台湾文化協会を離れた林献堂、蔡培火、蔣渭水らは、1927年10月10日に台湾最初の合法政党である「台湾民衆党」を結成した。同党は、「民本政治の確立、合理的経済組織の建設、及び社会制度の欠陥改除」を綱領とした。ここにおいて、台湾人による政治運動の団体としては、無産階級運動を立脚点とする「台湾文化協会」と、民族運動を立脚点とする「台湾民衆党」が併存するに至った。しかし、この「台湾民衆党」も、体制内改革を主張する穏健派の林献堂、蔡培火と体制改革を主張する急進派の蔣渭水との路線対立が生じる。加えて、「台湾民衆党」は、「台湾文化協会」ほどの勢いを得ることができなかった。

## 「台湾民衆党」の路線対立と「台湾地方自治連盟」の成立

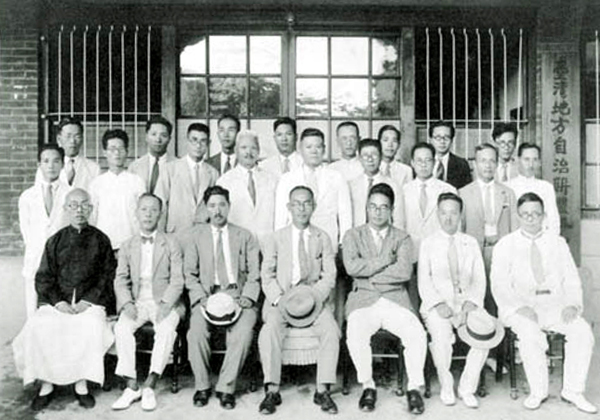
台湾地方自治聯盟会員と日本人協力者

そこで林献堂、蔡培火らが中心となって、別団体の設立の準備を進めた。 楊肇嘉を台湾に呼び戻した上でさらに準備を進めた。1930年（昭和5年）8月17日、台中市にて「台湾地方自治連盟」が設立された。林献堂と土屋達太郎を顧問とし、楊肇嘉、蔡式穀ら5名を常務理事に選出した。会員は1,100名余りであった。同連盟は、台湾の地方自治を推進するという単一の目標を強調していたが、その具体的な要求として、州・市・街・庄の協議会の協議員を民選に改めることと、協議会を議決機関とすることを掲げた。「台湾地方自治連盟」は趣旨の面での左傾化を避け、それにより実力の豊かな地主、資本家を吸収することを目標とした。しかし、「台湾地方自治連盟」は、「台湾議会設置請願運動」の闘士を多く抱えていたにもかかわらず、議会設置の請願には決して積極的ではなかった。同連盟は、台湾総督府からその活動を認められた。そのため「台湾民衆党」及び左派活動家からは「第二の台湾公益会」と呼ばれ非難された。（台湾公益会とは、台湾総督府が、台湾文化協会及び台湾議会設置運動を抑制するために辜顕栄らの「御用紳士」を集め設立させた組織である。）「台湾地方自治連盟」が成立した後、もともと派閥がはっきりしていた「台湾民衆党」の内部対立がさらに激しくなった。そこで台湾民衆党中央は党員が党の垣根を越えて他党に加わるのを禁止した。そのため、「台湾地方自治連盟」と「台湾民衆党」とは正式に決裂した。

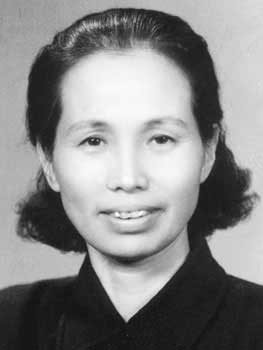
謝雪紅

## 「台湾共産党」の設立
1928年（昭和3年）4月15日、コミンテルンの指導と援助により、上海フランス租界にて「台湾共産党」（正式名称「日本共産党台湾民族支部」）が結成された。出席者はわずかに9名で、謝雪紅、林木順および中国と韓国の共産党が派遣した代表がいた。政治大綱には、「台湾民族独立」、「台湾共和国の建設」を掲げ、日本の台湾領有を正面から否定している。「台湾共産党」は、左派が実権を握っていた「台湾文化協会」に影響力を及ぼすようになり、1931年（昭和6年）には完全に主導権を掌握することになった。

## 台湾人政治運動の終焉
戦時体制による国民精神統一運動の中、「台湾民衆党」・「台湾文化協会」・「台湾共産党」などは官憲の取締りを受けることとなった。まず、民族自決を主張した「台湾民衆党」が1931年（昭和6年）2月18日に総督府の命令により強制的に解散させられた。同年6月には「台湾共産党」に対する空前の検挙が行われ、また同年末には「台湾文化協会」の幹部の検挙が行われた。このようななか、「台湾地方自治連盟」は活動を続けたが、ついに1937年（昭和12年）7月15日には、この「台湾地方自治連盟」も自主的に解散した。ここに日本統治下時代の台湾における台湾人による政治運動は終わりを告げた。